# Skalica
Skalica (maďarsky Szakolca, německy Skalitz) je okresní město v Trnavském kraji na Slovensku. Leží 1,5 kilometru od hranic s Českem. Ve městě žije přibližně 15 tisíc obyvatel.

## Název
Česky se městu do roku 1918 říkalo Uherská Skalice na odlišení od jiných Skalic, po vzniku Československa byl přívlastek připomínající Uhersko považován za anachronický a nevhodný, přesto v běžném užívání ještě dlouho přetrvával.

## Historie
Od roku 1372 svobodné královské město na strategické poloze ve výběžku Uherska do území Moravy, ve své době jedno z největších a nejvýznamnějších měst na dnešním Slovensku. V 16. století jej Ferdinand I. dal dočasně do zástavy moravským Žerotínům.
V pobělohorské době přijalo město značný počet exulantů z českých zemí. První velká skupina přišla v roce 1625 v době Bethlenova povstání. Skupinu vedlo 26 kazatelů, kteří s sebou přivezli knihovnu ivančického sboru Jednoty bratrské. Ačkoli Karel starší ze Žerotína zvažoval Skalici jako své osobní útočiště a získal od uherského palatina souhlas ke koupi domu v Potočné ulici, v roce 1628 od svého záměru upustil. Exulanti si postavili kostel, který byl v dubnu 1650 posvěcen za přítomnosti Jana Amose Komenského. V roce 1671 byl tento  kostel evangelíkům na královský rozkaz násilně odebrán a předán paulinům. Rovněž tak lutherský kostel, který získali jezuité. Bohatá českobratrská knihovna byla včleněna do knihovny františkánského kláštera. Protestantští kněží odešli do Slezska, převážně do Lešna. Ačkoli byla Skalica královským městem, artikulární kostel tu (po roce 1681) zdejšímu zbytku evangelíků povolen nebyl. Vytrvalému rekatolizačnímu nátlaku mnoho potomků českých exulantů později podlehlo.
V první polovině 18. století Skalicu postihlo několik velkých požárů. Roku 1889 sem byla přivedena železnice. V roce 1918 město po několik týdnů (6. listopadu – 12. prosince) sídlem dočasné slovenské vlády, v letech 1923–1960 a znovu od roku 1996 sídlem okresu (mezitím patřilo do okresu Senica). V roce 2005 zde byla založena Středoevropská vysoká škola ve Skalici.

## Přírodní poměry
Skalica leží v severozápadním cípu Slovenska, na rozhraní Chvojnické pahorkatiny a Dolnomoravského úvalu. Na východě zasahuje katastr města do Bílých Karpat (vrch Čupy 574 m n.m.), na západě do lužních lesů a luk v nivě Moravy, s několika mrtvými meandry (Ivánek, Lipa, Talér, Žlutnica). Skalicí protéká Zlatnický potok, severovýchodní (zároveň státní) hranice je vedena po Sudoměřickém potoku. Jižně od města se nacházejí vinice.
Ve správním území města leží přírodní památka Ivanské rameno, chráněný areál Štepnické rameno a přírodní rezervace Šmatlavé uhlisko a Veterník.

## Doprava
Město leží mimo hlavní dopravní tahy, prochází tudy silnice II/426 z Holíče na hraniční přechod do Sudoměřic, kde navazuje česká silnice I/70. Dále tudy vede jednokolejná železniční trať č. 114 (Kúty – Holíč – Sudoměřice), v současnosti bez přeshraničního provozu, takže zdejší stanice Skalica na Slovensku je fakticky koncová. Město je zaintegrováno jako dojezdová oblast IDS JMK (zóna 915), obsluhovaná autobusovou linkou 910 (spojení s Hodonínem a Veselím nad Moravou). Přístav na Baťově kanálu město spojuje s moravskými Otrokovicemi.

## Pamětihodnosti
Zachovalé historické jádro s neporušenou uliční sítí, kostely a několika kláštery, městská památková zóna. 
- Rotunda sv. Jiří, románská stavba snad z počátku 13. století, později přestavěna. Součást bývalého městského opevnění. V bezprostřední blízkosti leží židovský hřbitov ze 17. století a přímo naproti klasicistní kalvárie.
- Kostelík sv. Alžběty z roku 1414, nejstarší původní stavba ve městě sloužící doposud svému původnímu účelu (původně součást městského špitálu, dnes domova důchodců)
- Františkánský kostel Panny Marie Sedmibolestné s klášterem – původem z 15. století
- Farní kostel sv. Michaela – gotický kostel ze 14. století, později přestavěný; u kostela gotický karner sv. Anny, barokně upravený
- Jezuitský kostel sv. Františka Xaverského s kolejí – komplex vystavěn na přelomu 17. a 18. století, kostel dnes nevyužíván k církevním účelům, uvnitř největší oltářní obraz na Slovensku; v budově koleje sídlí gymnázium, jedno z nejstarších na Slovensku
- Kostel a klášter Milosrdných bratří, postaven v letech 1648–1652
- Paulínský kostel a klášter, postaven v letech 1714–1720
- Evangelický (luteránský) kostel – klasicistní stavba tolerančního sboru s věží podle projektu Dušana Jurkoviče (1938)
- Dům kultury, 1905, dříve Spolkový dům, secesní stavba Dušana Jurkoviče, sídlo Záhorského muzea
- Městské hradby – dochováno několik úseků opevnění (počátek stavby 1372)

## Osobnosti
- Jozef Agnelli (1852–1923), šlechtitel a katolický kněz
- Pavel Bunčák (1915–2000), básník, literární vědec a vysokoškolský pedagog
- Pavel Blaho (1867–1927), lékař, politik a poslanec Uherského sněmu
- Janko Blaho (1901–1981), operní zpěvák a sběratel lidových písní
- Ján Černoch (1852–1927), kardinál, arcibiskup arcidiecéze Ostřihomské
- Michal Hlaváček (1803–1885), pedagog, národní buditel
- Mirko Nešpor (1924–1944), vysokoškolák, účastník Slovenského národního povstání
- Žigmund Pálffy (* 1972), hokejista
- Anton Srholec (1929–2016), kněz, salesián
- František Víťazoslav Sasinek (1830–1914), historik, publicista a katolický kněz
- Marián Varga (1947–2017), hudební skladatel a hráč na klávesové nástroje
- František Krištof Veselý (1903–1977), herec, zpěvák a režisér
- Pavol Žiška (1879–1947), římskokatolický kněz, politik

## Fotogalerie

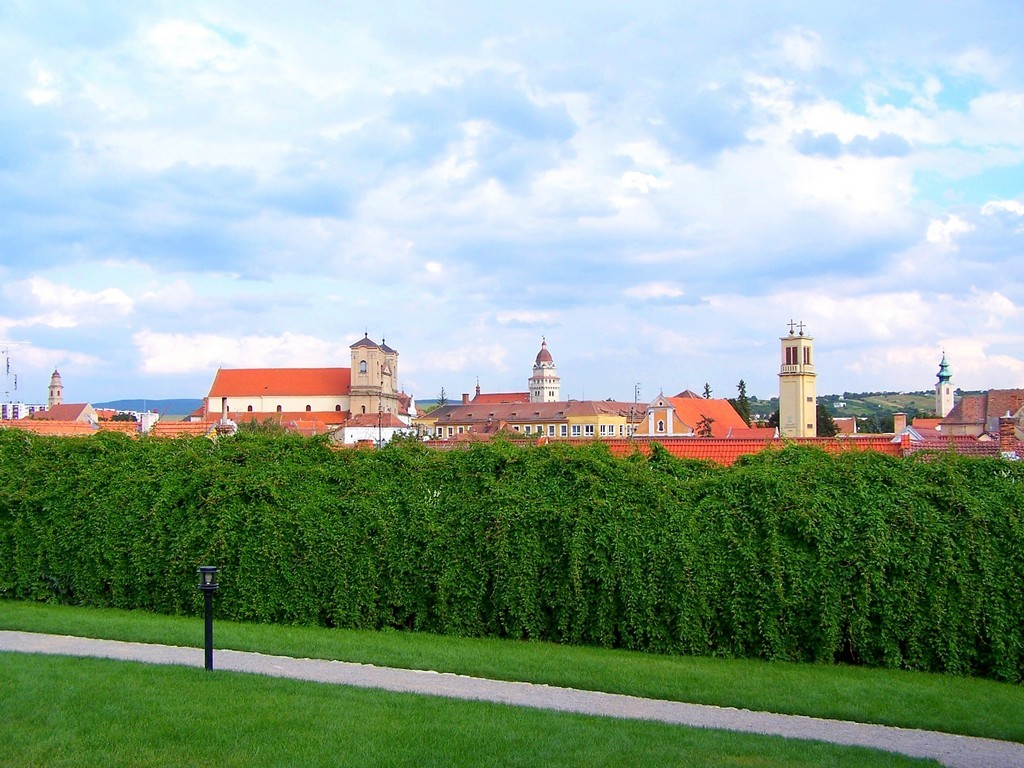
Panorama města
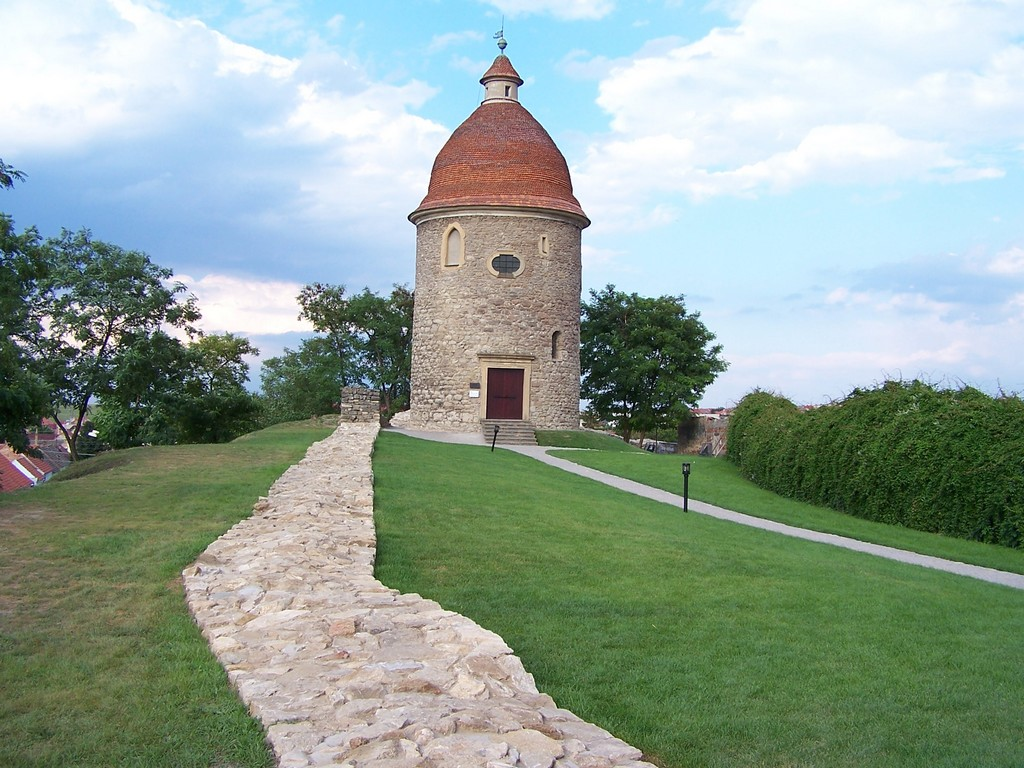
Rotunda sv. Jiří
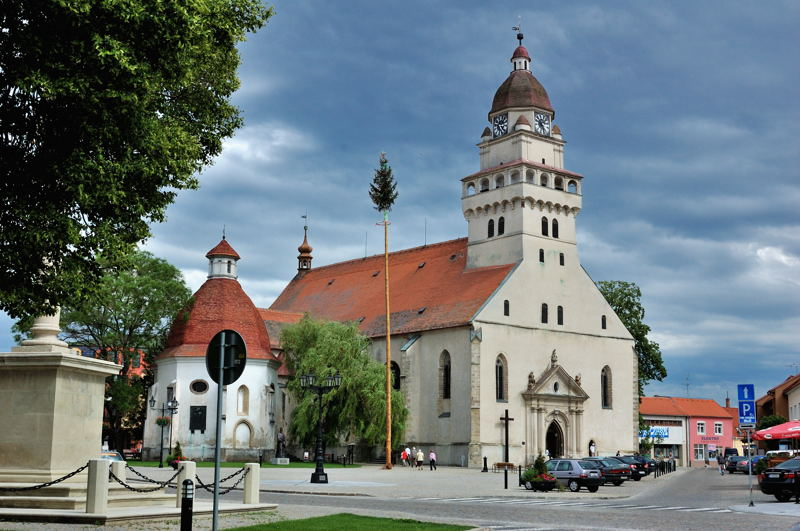
Farní kostel
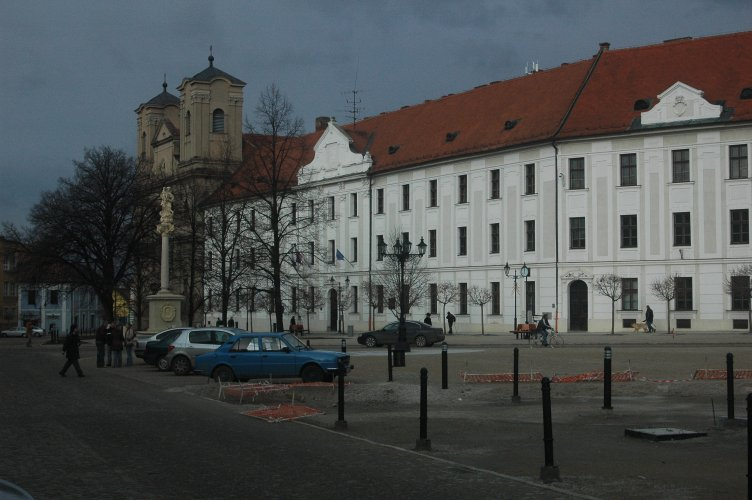
Jezuitský kostel s kolejí (gymnáziem)
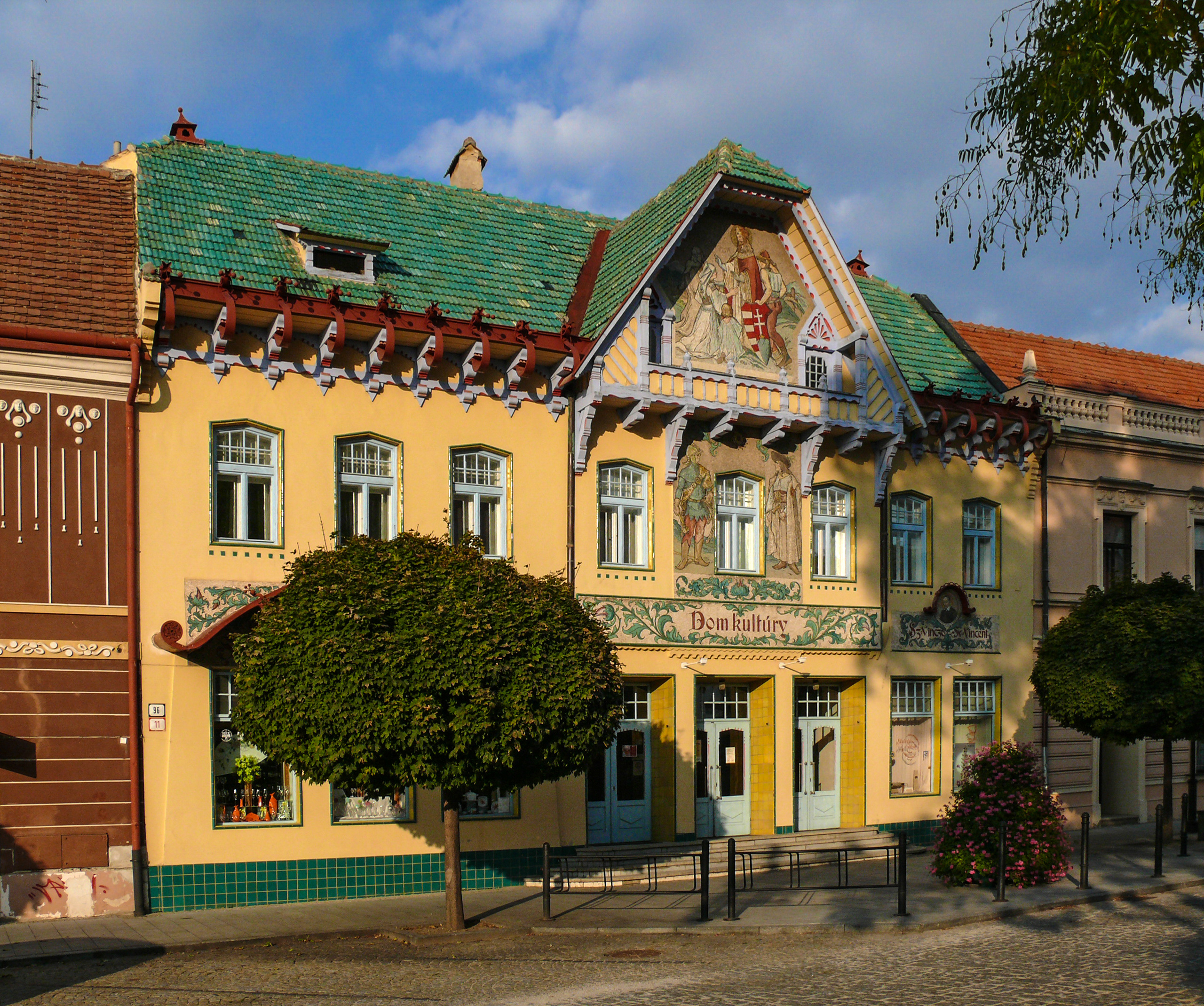
Dům kultury
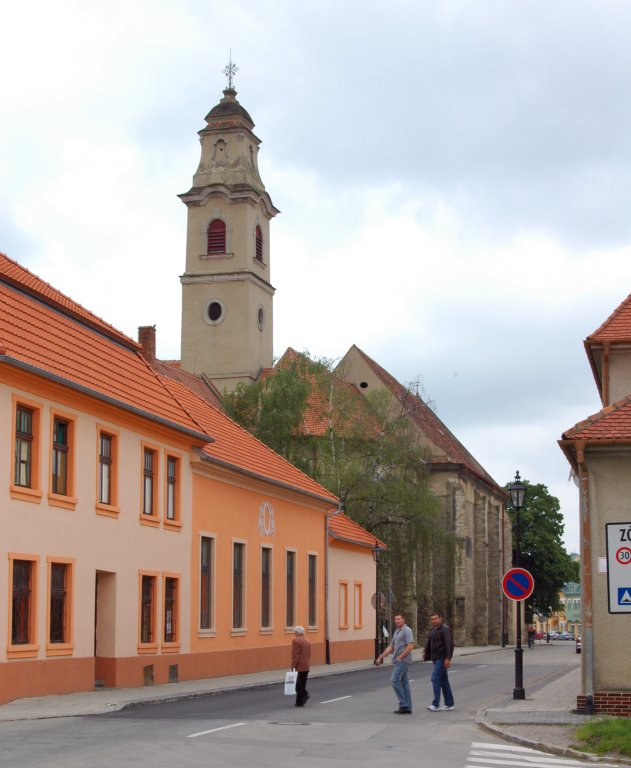
Františkánský kostel
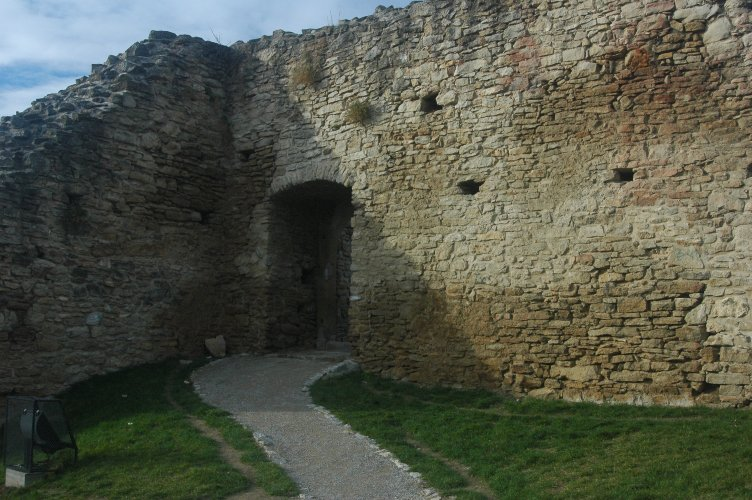
Městské hradby
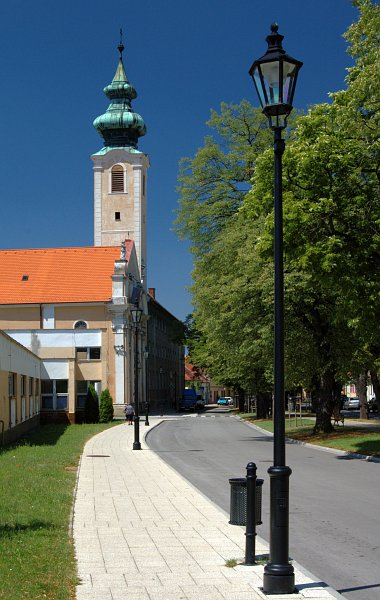
ul. Potočná
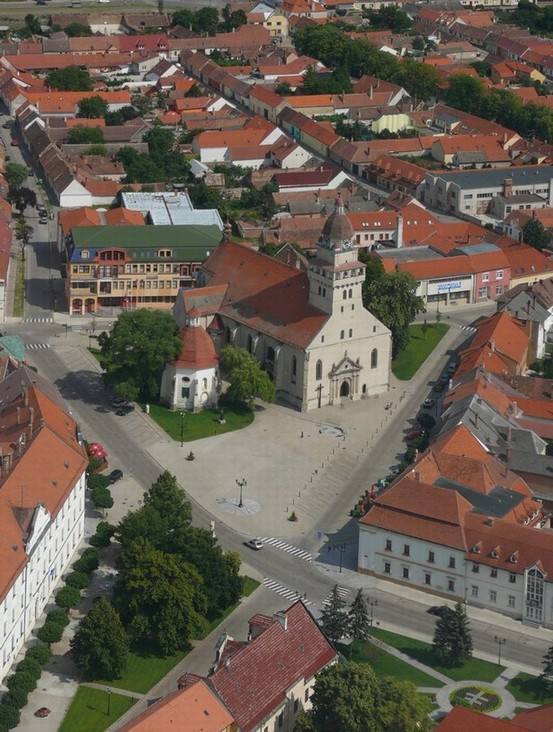
Náměstí Svobody s dominantou, Kostelem Sv. Michala

## Partnerská města
- Schwechat, Rakousko
- Freyburg (Unstrut), Německo
- Strážnice, Česko
- Uherské Hradiště, Česko